# 대한민국 헌법 제22조
대한민국 헌법 제22조는 학문과 예술의 자유 및 지식재산권을 보장하는 대한민국 헌법의 조항이다. 2항으로 구성되어 있다.

## 본문
① 모든 국민은 학문과 예술의 자유를 가진다.

② 저작자·발명가·과학기술자와 예술가의 권리는 법률로써 보호한다.

## 내용
- 학문·예술의 자유
- 저작권의 보호

## 헌법재판소 판례
- 이대 로스쿨 남성입학금지 사건

## 참고문헌
- 강일신. (2023). 위헌심사기준으로서 헌법 제22조 제2항의 의미와 내용. 계간 저작권, 36(2), 5-32.
- 최승재, 이진수. (2021). 헌법 제22조와 발명자권, 특허법개정에 대한 연구. 지식재산연구, 16(3), 31-70.
- 공수진. (2019). 헌법 제22조 제2항의 의미와 심사기준에 대한 소고. 저스티스,(175), 5-34.
- 서경미. (2019). 위헌심사에 있어서 헌법 제22조 제2항의 규범적 의미. 헌법재판연구, 6(2), 181-221.
- 허종렬. (2018). 교육헌법 개정 논의의 흐름과 쟁점 검토 : 헌법 제31조와 제22조의 개정안을 중심으로. 교육법학연구, 30(2), 211-258.
- 정필운. (2010). 헌법 제22조 제2항 연구. 법학연구, 20(1), 189-242.
- 이규홍, Kyuhong, 정필운. (2010). 헌법 제22조 제2항 관련 개헌론에 관한 소고 - 지적재산권조항의 재정립에 관하여 -. 법조, 59(11), 57-127.
- 박성호. (2007). 지적재산권에 관한 헌법 제22조 제2항의 의미와 내용. 법학논총, 24(1), 95-118.
- 김태영. (1992, 4). 연재강좌/理論과 客觀式問題演習/헌법 -憲法條文別 分析解說- (8) 憲法 제21~23조. 고시월보, 16(4), 178-186.
- 홍봉규. (1998, 10). 硏究論壇 헌법 제22조 제2항의 「저작자…의 권리는 벌률로써 보호한다」에 관한 연구. 사법행정, 39(10), 8-25.
- 홍정선. (1985, 6). 논점-헌법헌법 제22조 3항과 계획보장 청구권. 고시계, 30(7), 119-129.

## 같이 보기
- 대한민국 헌법 제2장
- 문예진흥법
- 저작권법
- 특허법